# Битва под Козево
Битва под Козево — сражение Первой мировой войны, произошедшее у с. Козево.
Козево —' '«ключ Лесистых Карпат», по выражению А. А. Керсновского, стало ареной кровопролитных боёв Первой мировой войны. В ходе Зимнего Карпатского сражения Козево несколько раз проходила из рук в руки. 6—7 февраля 1915 года 2-я австрийская армия под командованием генерала Александра фон Линзингена в ходе наступления австрийско-германских войск, пройдя через три карпатские перевала, ведущие в Галицию, вступила в дефиле (наиболее узкую часть горного прохода) в районе Козево и попала в ловушку русской армии генерала Н. И. Иванова, контролирующей господствующие над селом высотами. Австрийцы в течение дня провели 22 безуспешные штыковые атаки в попытках сбить русских с гребней гор. Австрийцы понесли тяжёлые потери. Непрерывные, почти ежедневные атаки австро-германских войск продолжались на Козево и ближайшие высоты вплоть до начала апреля 1915 года, когда им в ходе «Пасхального сражения» (нем. Osterschlacht) всё-таки удалось выбить русских с господствующих высот и овладеть селом. В историю Первой мировой войны это противостояние вошло под именем «битвы под Козево».
Из воспоминаний участника боёв, А. И. Верховского:

Корпус наш… вот уже второй месяц ведет легендарную борьбу на Карпатах, на высотах у Козювки. Лишения и муки, которые приходится переносить нашим полкам, не поддаются никакому описанию. На высотах в 900—1000 метров, обледенелых, покрытых лесом, без дорог и тропинок, они сдерживают натиск противника. В наскоро сколоченных блиндажах и убежищах, без печей и самых элементарных удобств, они переносят суровую горную зиму. Вода и пища находятся под горой; наверх, без дорог, доставить их невозможно, и каждый, чтобы получить свою порцию обеда, должен спуститься и подняться на гору, ростом с версту, по обледенелому кату часто под обстрелом противника
Эта дневниковая запись относилась к 6 (19) апреля 1915 года. Далее Верховский привёл случай, как батальон 1-го Финляндского стрелкового полка под командованием подполковника Янкевского, в составе 10 офицеров и 800 стрелков, занял позиции на высоте 992 — одной из высот, обступающих Козево. Батальон оборонял высоту в течение двух суток и отбил за это время множество германских атак, находясь всё время под ураганным артиллерийским обстрелом неприятеля. После смены с позиций вернулись командир батальона, один офицер и шестнадцать стрелков; ещё около пятидесяти бойцов с ранами были отправлены в лазарет. Остальные навсегда остались на высоте 992.
В ходе сражения село было полностью сожжено. Оставшиеся в живых жители Козево были переселены в прикаспийские степи.